# Аполлон Шуазёля-Гуфье
Аполлон Шуазёля-Гуфье (некорр. Аполлон Шуазель-Гуфье) — полноразмерная (в натуральную величину) античная мраморная статуя  из коллекции Британского музея. Гипсовый слепок (точная копия) статуи входит в постоянную экспозицию Государственного музея изобразительных искусств имени Пушкина в Москве (экспозиция «Искусство Древней Греции», зал № 16). 

## История
Просвещённый французский аристократ Огюст де Шуазёль-Гуфье (1752—1818) был послом короля Людовика XVI в Османской империи, и, находясь в этой должности, уделял внимание собиранию и изучению античных древностей. После Французской революции Шуазёль-Гуфье эмигрировал в Россию, и какое-то время (в 1797—1800 годах) был президентом Академии художеств в Санкт-Петербурге. После прихода к власти Наполеона, он, однако, возвратился во Францию (в то время, как его дети остались в России). 
Шуазёль-Гуфье умер в 1818 году в Париже, после чего его имущество было выставлено (кредиторами?) на аукцион. Античная статуя, вероятно, приобретённая Шуазелем в годы его работы на Востоке (точное место её происхождения неизвестно), была продана на этом аукционе и, в конечном итоге, попала в Британский музей. По другой версии, Шуазель расстался со статуей ранее.

## Описание
Скульптура обнаженного юноши, возможно, представляющая бога Аполлона или победоносного атлета, является мраморной римской копией I века нашей эры с греческого бронзового оригинала, который, судя по его стилю, может быть датирован примерно 460-450 годами до нашей эры. Скульптура сохраняет характерные черты бронзового оригинала, переведенного в мрамор, такие, как резьба по прядям волос, которые на бронзовом оригинале были бы индивидуально отлиты. Опора в виде пня по правую руку от статуи и стойка, прикрепляющая левую руку к ноге, оказались необходимыми в мраморной версии, которая была более хрупкой, чем бронзовый оригинал.